# Marco Marchi
Marco Marchi (Castelfiorentino, 14 novembre 1951) è un critico letterario italiano.

## Biografia
È stato professore di Letteratura italiana moderna e contemporanea presso la Facoltà di Lettere e Filosofia dell'Università degli Studi di Firenze.
Si occupa di Novecento e letteratura d'oggi. Il suo esordio saggistico risale al 1978, con il volume Sul primo Montale per i tipi di Vallecchi. Nel 1987 ha curato l'edizione delle Opere di Federigo Tozzi nella collana dei «Meridiani» di Arnoldo Mondadori Editore.
Oltre a importanti curatele di opere singole tozziane presso vari editori, si è dedicato a romanzi di Aldo Palazzeschi, pubblicando negli «Oscar» Mondadori Il Codice di Perelà (2001) e Interrogatorio della Contessa Maria (2005). 
Ha curato antologie, cataloghi di mostre documentarie e libri d'arte, ed è autore di numerose «drammaturgie critiche»: testi scenici tratti da opere letterarie e interpretati da attori come Piera Degli Esposti, Marco Baliani, David Riondino e Iaia Forte. È autore del documentario In Toscana. Un viaggio in versi con Mario Luzi (2014).
È presidente del Centro Studi e Ricerche Carlo Betocchi e fa parte dei Comitati scientifici del Centro Studi Mario Luzi «La Barca» di Pienza e dell'Associazione svizzera Mendrisio-Mario Luzi Poesia del Mondo. È presidente del Premio Letterario Castelfiorentino, del Premio Firenze per Mario Luzi e del Premio Carlo Betocchi-Città di Firenze e coordinatore scientifico del Premio Letterario Firenze per le culture di pace. Dirige per Franco Cesati Editore la collana «OperaPrima» e cura con Giuseppina Caramella i «Quaderni della Fondazione Il Fiore». Collabora a molte riviste, al quotidiano di Firenze «La Nazione» e a «QN». Tiene un blog di poesia per «QN».
Dal 2022 cura a Pienza la rassegna annuale Poeti per Mario Luzi, che nelle sue due prime edizioni ha visto la partecipazione di Milo De Angelis, Patrizia Valduga ed Eugenio De Signoribus. Dal 2025 è membro del Consiglio direttivo della “Società Storica della Valdelsa”.

## Opere
- Sul primo Montale (Vallecchi, 1978).
- Notizie sul Gabinetto G.P. Vieusseux nel Novecento (Edizioni del Gabinetto G.P. Vieusseux, 1980).
- Alcuni poeti (Vallecchi, 1981).
- Viva la poesia! (ivi, 1985).
- Poesia in poesia, poeti in prosa (Edizioni di Barbablù, 1990).
- Pietre di paragone. Poeti del Novecento italiano (Vallecchi, 1991).
- Federigo Tozzi. Ipotesi e documenti (Marietti, 1993 e Le Lettere, 2015).
- Sondaggi novecenteschi. Da Svevo a Pasolini (Le Lettere, 1994).
- Palazzeschi e altri sondaggi (ivi, 1996).
- Vita scritta di Federigo Tozzi (ivi, 1997).
- Vita scritta di Italo Svevo (ivi, 1998 e 2015).
- Invito alla lettura di Mario Luzi (Mursia, 1998).
- D'Annunzio a Firenze e altri studi (Le Lettere, 2000).
- Scritture del profondo. Svevo e Tozzi (Pubblicazioni del Museo Sveviano, 2000 e Edizioni del Comune di Siena, 2002).
- I mondi di Loria. Immagini e documenti (Scala, 2002).
- I mondi di Loria. Saggi e testimonianze (Edizioni ETS, 2004).
- Novecento. Nuovi sondaggi (Le Lettere, 2004).
- Immagine di Tozzi (ivi, 2007).
- Altro Novecento (ivi, 2009).
- In breve. Scrittori del Novecento (Cesati, 2010).
- Stagioni di Tozzi (Fondazione Monte dei Paschi di Siena - Le Lettere, 2010).
- Per Luzi (Le Lettere, 2012).
- Per Palazzeschi (ivi, 2013).
- Per Pasolini (ivi, 2014).
- Ut pictura poesis. Artisti e scrittori a confronto (Cesati, 2016).
- Moderni e contemporanei. Letture di poeti e scrittori (Le Lettere, 2017).
- Per Federigo Tozzi, A cento anni dalla morte (Accademia Petrarca - Cesati, 2021).